# Clypeophysalospora
Clypeophysalospora är ett släkte av svampar. Clypeophysalospora ingår i familjen Clypeosphaeriaceae, ordningen kolkärnsvampar, klassen Sordariomycetes, divisionen sporsäcksvampar och riket svampar.
|                    | Apiorhynchostoma                              |
|                    |                                               |
|                    | Clypeosphaeria                                |
|                    |                                               |
|                    | Stereosphaeria                                |
|                    |                                               |
|                    | Curvatispora                                  |
|                    |                                               |
|                    | Ommatomyces                                   |
|                    |                                               |
|                    | Brunneiapiospora                              |
|                    |                                               |
|                    | Apioclypea                                    |
|                    |                                               |
| Clypeophysalospora | \| \| Clypeophysalospora latitans \| \| \| \| |
|                    | \| \| Clypeophysalospora latitans \| \| \| \| |
|                    | Clypeophysalospora latitans                   |
|                    |                                               |

|  | Clypeophysalospora latitans |
|  |                             |